# 开普敦漫画展
开普敦漫画展（英语：Comic Con Cape Town）是一个在南非开普敦举行的展会，由莫格尔媒体发起，ReedPop负责承办。该漫画展是开普敦最具吸引力的与潮流文化和游戏有关的展会之一。此外，展会也欢迎家庭游客，家长可带儿童与扮演蜘蛛侠、蝙蝠侠等角色的演员互动。

## 历程
2023年4月27日至2023年4月30日，第一届开普敦漫画展在开普敦国际展览中心召开。2024年4月27日至2024年5月1日，第二届开普敦漫画展在开普敦国际展览中心召开。2025年5月1日至2025年5月4日，第三届也是最近一届的开普敦漫画展在开普敦国际展览中心召开。

## 嘉宾

### 2023年

#### 影业从业者
共计6位，分别是：
- 美国女演员 塔蒂·加布里埃尔
- 美国男演员 罗斯·马昆德
- 美国女演员 卡特·格雷厄姆
- 英国男演员 大卫·奥克斯
- 英国男演员 杰森·R·摩尔
- 苏格兰油管主、主播 马利十三

#### 角色扮演者
共计2位，分别是：
- 意大利国际角色扮演者、专业摔跤手 莱昂·奇罗
- 职业角色扮演者 伊丽莎白·雷奇

#### 画师
共计16位，分别是：
- 美籍亚裔设计师、漫画画师 伯纳德·张
- 津巴布韦漫画画师、作家 比尔·马苏库
- 南非视觉艺术家、编剧 克莱德·比奇
- 英国漫画大师、漫画画师 伊恩·丘吉尔
- 南非漫画画师 杰森·马斯特斯
- 南非漫画插画师 卡尔·莫斯特
- 南非当代艺术家、漫画插画师、漫画作者 洛伊索·姆基泽
- 美国铅笔画家、封面画师 马克·布鲁克斯
- 南非多专业编剧 莫哈莱·马希戈
- 南非漫画插画家 肖恩·伊扎克塞
- 南非插画师 沃伦·洛
- 南非知名动画师 扎皮罗
- 视觉艺术家 韦恩·贝克斯
- 多形式画师 麦克莱蒙斯
- 插画师、街头艺术家、文书 基思·弗拉哈基斯
- 多才能画家、街头艺术家、插画家、图形设计师、漫画设计师、动画师 布希·沃普

### 2024年

#### 影业从业者
共计3位知名从业者，分别是：
- 国际男演员 肖恩·冈恩
- 国际女演员 莱斯利-安·布兰特
- 国际女声优 维罗妮卡·泰勒

除上面三位外，另有其他8位知名度较低的从业者。

#### 角色扮演者
共计2位，分别是：
- 国际角色扮演者 塔琳角色扮演
- 国际角色扮演者 尤金·费伊

#### 画师
共计12位，分别是：
- 国际漫画画师 托德·诺克
- 国际漫画作家、漫画出版人 丹·迪迪奥
- 国际漫画作家 约翰·莱曼
- 国际漫画画师 大卫·巴伦
- 本土漫画创作者 比尔·马苏库
- 本土漫画画师 卡尔·莫斯特
- 漫画画师 杰森·马斯特斯
- 本土插画师 阿南德·拉姆切隆
- 知名街头画师 福克·阿勒斯
- 本土漫画画师 洛伊索·姆基泽
- 本土漫画画师 克莱德·比奇
- 知名街头画师 基思·弗拉哈基斯

### 2025年

#### 影业从业者
共计3位，分别是：
- 国际达人 伊恩·麦克迪亚梅德
- 国际男声优 扎克·阿吉拉尔
- 国际男演员 米歇尔·特鲁科

#### 角色扮演者
共计2位，分别是：
- 国际角色扮演者 锦鲤雄二
- 国际角色扮演者 梅奥角色扮演

#### 画师
共计13位，分别是：
- 国际漫画画师 亚当·库伯特
- 国际漫画画师 吉姆·张
- 国际漫画画师 劳拉·布拉加
- 国际漫画画师 斯蒂芬妮·拉沃
- 国际漫画画师 洛布·莱文
- 本土漫画画师 沃伦·洛
- 本土漫画画师 阿南德·拉姆切隆
- 本土漫画画师 肖恩·伊扎克塞
- 知名画师 乔尼·艾利森
- 知名画师 基思·弗拉哈基斯
- 知名画师 韦恩·贝克斯
- 知名画师 布希·沃普
- 知名画师 萨内尔·夸贝

#### 知名嘉宾
共计2位，分别是：
- 国际油管主 艾格尼丝·尤洛·迪亚戈
- 国际油管主 约瑟夫·特苏罗·比辛格

## 影响
2023年的第一届漫画展，共计有27484名游客入场，总计消费超24000000南非兰特，为开普敦经济注入了新动力。